# Basem Khan
Basem Khan (* 1979 im Libanon) ist ein deutscher Politiker (SPD) und seit Juni 2023 Mitglied der Bremischen Bürgerschaft.

## Biografie

### Ausbildung, Beruf und Familie
Khans Eltern flohen mit ihm um 1989/90 aus dem Bürgerkriegsland Libanon nach Deutschland. Er erlernte den Beruf des Kraftfahrzeugmechanikers. 2005 wurde er Kfz-Meister und ist seitdem als selbstständiger Kfz-Meister in Bremen-Neustadt bzw. Huchting und Schwachhausen tätig.
Er war 2002 als Zivildienstleistender in Bremen-Steintor für die ev. Friedensgemeinschaft tätig.
Khan wohnt in Bremen-Östliche Vorstadt.

### Politik
Khan ist Mitglied der SPD Bremen und Vorstandsmitglied im SPD-Ortsverein Peterswerder/Steintor. Er ist Vorsitzender der Arbeitsgemeinschaft Selbstständiger in der SPD.
Bei der Bürgerschaftswahl im Mai 2023 kandidierte er für die SPD auf dem mittleren Listenplatz 37 und wurde mit 3118 Personenstimmen zum Mitglied der 21. bremischen Bürgerschaft gewählt.
Er ist aktuell Sprecher für Arbeit und berufliche Bildung der SPD-Fraktion.

### Weitere Mitgliedschaften
- Vorstand der Kfz-Innung, Lehrlingswart und Beauftragter für E-Mobilität[4]
- Ehemaliges Mitglied der Härtefallkommission Bremen
- Vorstand in der Handwerkskammer Bremen

### Auszeichnungen
- 2018: Blauer Kalligraph der Kfz-Innung für das Lernprojekt Zukunftstechnologie E-Mobilität